# Bronisław Sularz
Bronisław Sularz, conosciuto negli Stati Uniti d'America come Jerry Sularz (Wieruszów, 27 gennaio 1942 – West Milford, 29 agosto 2007), è stato un calciatore polacco, di ruolo portiere.

## Carriera
Dal 1967 al 1973 gioca in patria nel Górnik Wałbrzych. Nel 1973 si trasferisce negli Stati Uniti d'America per giocare nei N.Y. Cosmos, franchigia della North American Soccer League.
Con i Cosmos milita sino al 1975, ottenendo come miglior risultato il raggiungimento delle semifinali nell'edizione 1973.
Nella stagione 1976 passa ai Boston Minutemen, con cui non riesce ad accedere alla fase finale del torneo a causa del quinto e ultimo posto nella Northern Division della Atlantic Conference.
Sempre nel 1976 passa ai Connecticut Yankees, franchigia dell'American Soccer League. Con gli Yankees ottenne il 5º posto nella Eastern Division della ASL 1976.
Nel 1977 passa ai N.J. Americans, sempre nella ASL, con cui vince il campionato 1977.

## Palmarès
- American Soccer League: 1

New Jersey Americans: 1977